# Puente General Artigas
Die Puente General Artigas (deutsch: General-Artigas-Brücke) ist eine internationale Straßenbrücke in Südamerika.
Sie führt über den Río Uruguay und verbindet die argentinische Stadt Colón mit der uruguayischen Stadt Paysandú. Der Überbau der 2350 Meter langen Brücke besteht in den beidseitigen Zufahrten aus Spannbetonfetigteilträgern. Die Hauptbrücke hat drei Öffnungen mit Spannweiten von jeweils etwa 97 Metern bei den Seitenfeldern sowie 140 Meter bei dem mittleren Feld und wurde als Spannbetonbalken mit einem gevouteten  Hohlkastenquerschnitt im Freivorbau hergestellt. 
Ihre Einweihung fand am 10. Dezember 1975 durch die damalige argentinische Präsidentin Isabel Perón statt. Der Name der Brücke ist auf den uruguayischen Nationalhelden José Gervasio Artigas zurückzuführen.

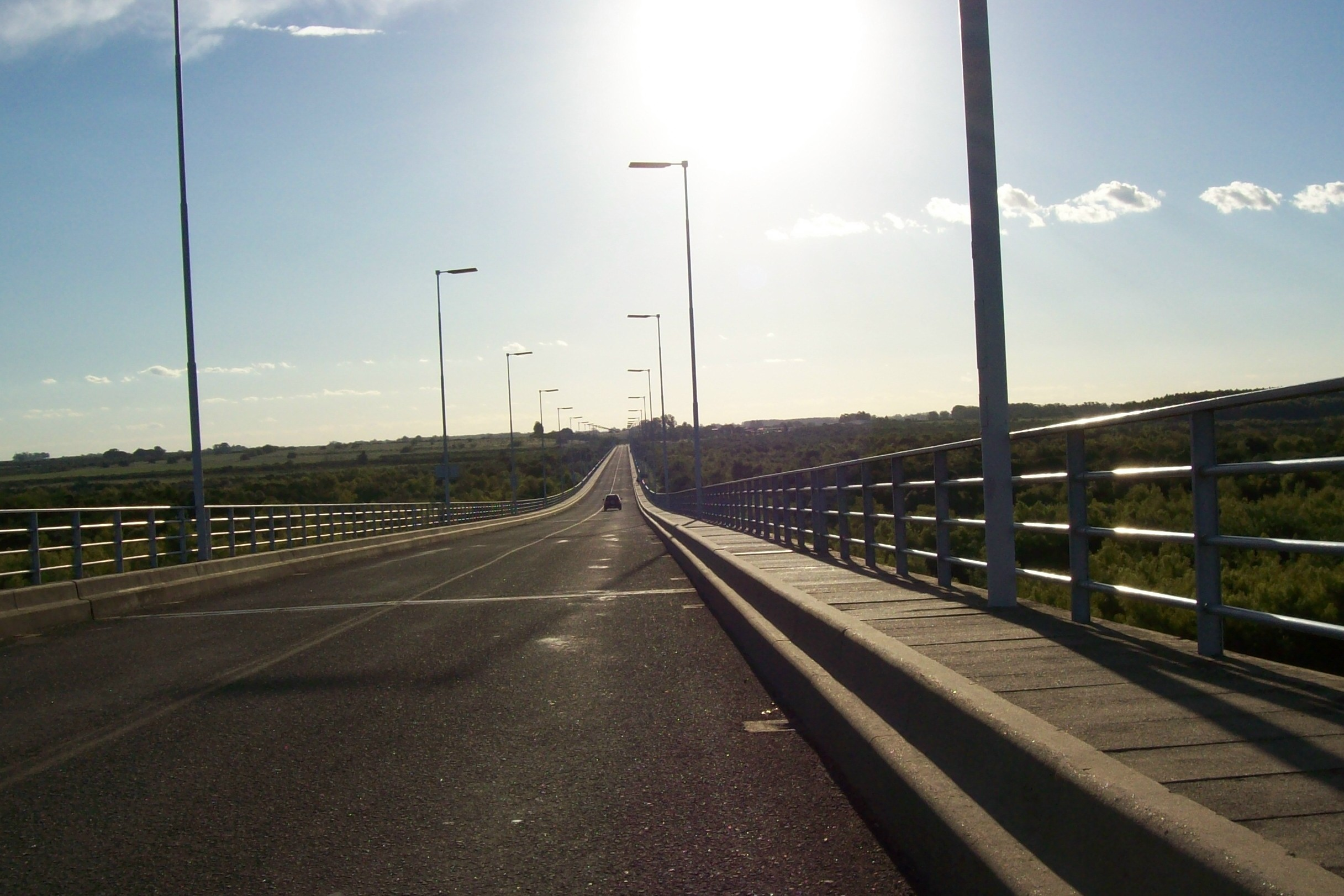
Überquerung der Brücke am Abend

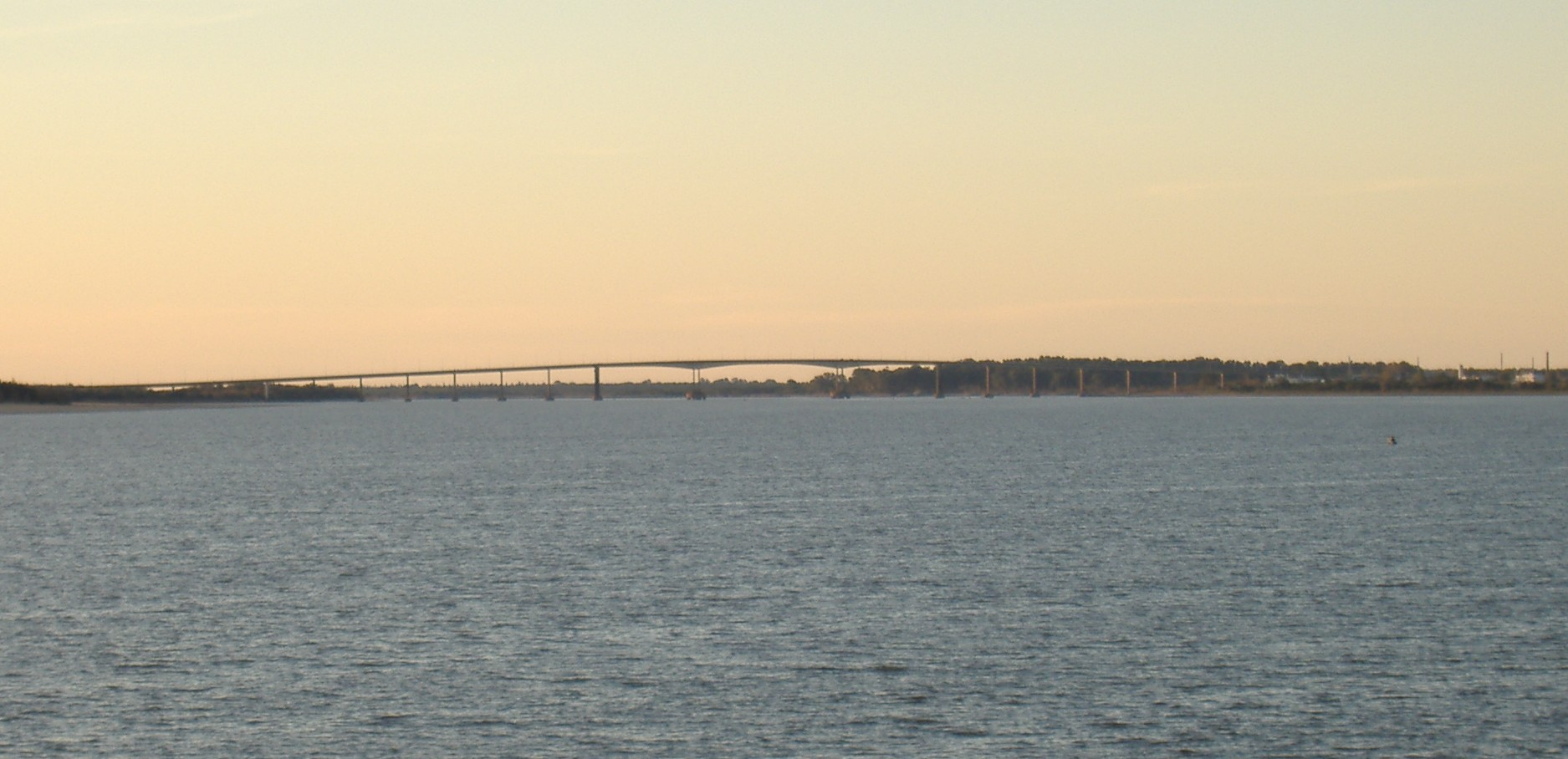
Blick auf die Brücke von Paysandú